# Macrobrachium walvanense
Macrobrachium walvanense is een garnalensoort uit de familie van de Palaemonidae. De wetenschappelijke naam van de soort is voor het eerst geldig gepubliceerd in 1999 door Almelkar, Jalihal & Sankolli.